# Evropski sporazum o međunarodnom transportu opasnih roba
Evropski sporazum o međunarodnom transportu opasnih roba (skraćenica ADR, iz   ) reguliše prevoz opasnih materija.

## Istorija
ADR je pokrenut u Ženevi 30. septembra 1957. godine, pod vođstvom Ekonomske komisije za Evropu pri Ujedinjenim nacijama a počeo je da se sprovodi 29. januara 1968. godine. Sporazum je modifikovan u Njujorku 21. avgusta 1975, pri čemu su promene počele da se sprovode 19. aprila 1985. godine. Set novih amandmana stupio je na snagu 1. januara 2009, a počeo je da se sprovodi 1. januara 2011. godine.

### Države potpisnice
Do sada je 46 država potpisalo ADR sporazum:
- Albanija
- Andora
- Austrija
- Azerbejdžan
- Belgija
- Belorusija
- Bosna i Hercegovina
- Bugarska
- Crna Gora
- Češka
- Danska
- Estonija
- Finska
- Francuska
- Grčka
- Holandija
- Irska
- Italija
- Kazahstan
- Kipar
- Letonija
- Lihtenštajn
- Litvanija
- Luksemburg
- Severna Makedonija
- Malta
- Maroko
- Nemačka
- Norveška
- Poljska
- Portugal
- Moldavija
- Rumunija
- Rusija
- Slovačka
- Slovenija
- Srbija
- Španija
- Švajcarska
- Švedska
- Tunis
- Turska
- Ukrajina
- Velika Britanija

## Funkcija
ADR obuhvata, između ostalog:
- klasifikaciju robe koja se deklariše kao opasna materija, kao i pripadajuće bezbednosne mere
- označavanje (identifikaciju) i dokumentaciju, kao što su prevoz dokumenata i pismena uputstva (hitne kartica) za transport opasnih materija
- izgradnja brodova, tankova, vozila za prevoz opasnih materija
- izuzeci od pravila ADR
- kombinovani prevoz opasne robe (drumski - voz, brod ili avion)

ADR-pozive, između ostalog:
- da u mnogim slučajevima vozač mora da ima licencu za transport opasnih roba
- imaju iskustvo u rukovanju i transportu u opasnih roba
- kompanije koje moraju da za transport opasnih roba imaju savetnika

### Struktura ADR
ADR je podeljen u 10 delova:
- Verzija I
  - Konvencije (čl. 1-17)
  - Prilog A provisions o opasnim supstancama i članci
    - Deo 1 Opšte odredbe
    - Deo 2 klasifikacija opasnih materija klase (ADR klasa)
    - Deo 3 Lista opasnih materija, posebne odredbe i izuzeci vezani za prevoz
- Verzija II
  - Prilog opštih pravila i propisi za opasne supstance i artikli (nastavak)
    - Deo 4 Upotreba ambalaža, srednjih kontejnera (Srednji Rinfuzni Kontejner IBC), velika pakovanja i rezervoara
    - Deo 5 praviladostave
    - Deo 6 konstruisanje i testiranje ambalaža, srednjih kontejneri (IBCs), velikih pakovanja i rezervoara
    - Deo 7 uslovi prevoza, utovara, istovara i transporta

  - Prilog B uslovi za transport opreme i obavljanje prevoza
    - Deo 8 pravila za vozače, opremu, vozila i dokumentaciju
    - Deo 9 pravila za izgradnju i saglasnost vozila